# اشتون ایروین
اَشتون فلِچِر ایروین (Ashton Fletcher Irwin) یک خواننده، ترانه‌نویس و موسیقی‌دان استرالیایی است که به عنوان یکی از اعضای گروه پاپ راک فایو سکندز آو سامر شناخته می‌شود.
از سال ۲۰۱۴ گروه فایو ساس بیش از ۹ میلیون کپی از آلبوم‌هایشان و ۲ میلیون از بلیط کنسرت‌هایشان در کل دنیا به فروش رسانده‌است، همچنین آهنگ‌های فایو ساس با داشتن بیشتر از ۷ میلیارد استریم، این گروه را به موفق‌ترین گروه موسیقی صادراتی استرالیا در تاریخ بدل کرده‌است.

## اوایل زندگی
اَشتون فلچِر ایروین در روز ۷ ژوئیه سال ۱۹۹۴ میلادی در هورنزبی، نیو ساوث ویوز به دنیا آمد. پدر آمریکایی‌اش هنگامی که ایروین تنها دو سال داشت، خانواده‌اش را ترک کرد. مادر وی، ان ماری (Anne-Marie)، با اعتیاد به الکل دست و پنجه نرم می‌کرد. در نتیجه به گفتهٔ خودش کودکی را «با وقت گذرانی با افراد مست در میخانه‌ها» گذرانده‌است. او سپس شرح داد «تربیت و کودکی من [...] جالب است، پدرم هیچوقت پیش خانواده‌ام نبود، و مادرم در طول زندگی‌ام با اعتیاد به الکل دست و پنجه نرم کرده‌است. من با تربیت کردن افراد دیگر بزرگ شده‌ام. (منظور وی این است که او به خانواده اش رسیدگی کرده و آنها را پرورش داده‌است) من ذهنی افسرده دارم.» ایروین در کودکی مکرراً اسباب کشی می‌کرد، و به‌طور عمده در منطقهٔ ریچموند و ویندسور مقیم بود. حین بزرگ شدن مادر ایروین «پول زیادی نداشت»، و اشتون «برای غذا خوردن از هفته به هفته تقلا می‌کرد.»
دایی اشتون درامر یک گروه متال، و ناپدری‌اش درامر یک گروه پانک راک بود. ایروین در ۹ سالگی از ناپدری‌اش درام زدن را یادگرفت. ایروین همزمان با تحصیل در دبیرستان ریچموند که در سال ۲۰۱۲ از آن فارغ‌التحصیل شد، در تربیت و پرورش خواهر (لاورن) و برادر (هری) ناتنی‌اش به خانواده‌اش کمک می‌کرد. در طول سال‌های دبیرستان، پیش از تشکیل فایو ساس، با همکلاسی‌هایش یک گروه فانک جاز به نام "Swallow the Goldfish" تشکیل داد. در نهایت با جدا شدن از گروه، ایروین یک سال آموزش عالی موسیقی در کالج TAFE، را پیش از شروع همکاری با فایو ساس، پشت سر گذاشت.

## زندگی حرفه‌ای
مقالهٔ اصلی: فایو سکندز آو سامر
در اواخر ۲۰۱۱، ایروین یک پیام در فیسبوک از دوست و هم گروهی آینده‌اش، مایکل کلیفورد، دریافت کرد؛ که در آن از ایروین می‌خواست که «گاهی اوقات با لوک، مایکل و کلوم بنوازند». ایروین درخواستشان را پذیرفت و سرانجام به سه پسر دیگر در کاور کردن (بازخوانی) آهنگ‌های دیگران، و آپلود ویدیوهایشان در کانال یوتویوب لوک همینگز پیوست؛ و به این ترتیب گروه فایو سکندز آو سامر بوجود آمد. پس از گدشت چند ماه، گروه نظر شرکت‌های بزرگ موسیقی را به خود جلب کرد و یک قرارداد انتشار موسیقی با انتشارات موسیقی سونی/ای‌تی‌وی، امضاء کرد. ایروین به همراه هم‌گروهی‌هایش ۴ آلبوم استدیوئی با موفقیت‌های جهانی با نام‌های 5Seconds Of Summer (2014), Sounds Good Feels Good (2015), Youngblood (۲۰۱۸) و Calm (۲۰۲۰) منتشر کرده‌است.
جدا از گروه، ایروین برای دیگر هنرمندان از جمله اندی بیرسک، The Faim و Makeout ترانه‌سرایی کرده و آهنگ‌هایشان را تنظیم کرده‌است.

## زندگی شخصی
ایروین، مشکلات و مخالفتش با اعتیاد الکل را بی‌پروا مطرح می‌کند و یک مدافع سلامت و بهداشت روان است. در سال ۲۰۱۸ ایروین پذیرفت اعتراف کرد که در طول استراحت دو سالهٔ فایوساس، او «از ابتدای استراحت، فقط با استفاده از الکل با احساسات (ش) کنار می‌آمده.» در آوریل ۲۰۲۰، اعلام کرد به مدت ۱۰ ماه الکل مصرف نکرده‌است. در طول تور جهانی سال ۲۰۱۹ فایوساس، ایروین از طریق حساب‌هایش در رسانه‌های اجتماعی اعلام کرد، برای تصدیق و نشان دادن موفقیتش در اتمام سوءمصرف مواد برای خود حمام‌های یخ ترتیب می‌دهد.
ایروین در گذشته مدل آمریکایی برایانا هولی (Bryana Holly) در رابطه بود، این زوج در ژوئن سال ۲۰۱۶، از هم جدا شدند. در سال ۲۰۱۸، ایروین یک رابطهٔ ناپایدار با فشن بلاگر و عکاس تگزاسی، کِیتلین بلِیزدِل (Kaitlin Blaisdell) آغاز کرد.
در سال ۲۰۱۷، گزارش شده بود که ایروین عمارتی پنج خوابه در هالیوود هیلز در همسایگی لس انجلس خریده‌است. در ۲۰۱۸، گزارش شد که وی یک پنت هاوس در وست هالیوود، کالیفرنیا خریده‌است.
در سال ۲۰۲۰، ارزش دارایی خالص ایروین ۲۵ میلیون دلار تخمین زده می‌شود.

## دیسکوگرافی
مقالهٔ اصلی: فایو سکندز آو سامر

### واگذاری حق تهیهٔ موسیقی
| سال  | عنوان                      | هنرمند       | آلبوم             | نقش‌ها                                          |
| ---- | -------------------------- | ------------ | ----------------- | ---------------------------------------------- |
| ۲۰۱۶ | "Drown Me Out"             | Andy Black   | The Shadow Side   | درامر، سازهای کوبه‌ای، وکال‌های پس‌زمینه، آهنگساز |
| ۲۰۱۷ | "Childish"                 | The Make Out | The Good Life     | درامر، آهنگساز                                 |
| ۲۰۱۷ | " Lisa"                    | The Make Out | The Good Life     | درامر، آهنگساز                                 |
| ۲۰۱۷ | "Crazy"                    | The Make Out | The Good Life     | درامر، آهنگساز                                 |
| ۲۰۱۷ | "Ride It Out"              | The Make Out | The Good Life     | درامر، آهنگساز                                 |
| ۲۰۱۷ | "Clockwork"                | The Make Out | The Good Life     | درامر، آهنگساز                                 |
| ۲۰۱۷ | "Open Minded"              | The Make Out | The Good Life     | درامر، آهنگساز                                 |
| ۲۰۱۷ | "You Can't Blame Me"       | The Make Out | The Good Life     | درامر، آهنگساز                                 |
| ۲۰۱۷ | "Till We're Gone"          | The Make Out | The Good Life     | درامر، آهنگساز                                 |
| ۲۰۱۷ | "Salt Lake City"           | The Make Out | The Good Life     | درامر، آهنگساز                                 |
| ۲۰۱۷ | "Secrets"                  | The Make Out | The Good Life     | درامر، آهنگساز                                 |
| ۲۰۱۷ | "Where's My Charger"       | The Make Out | The Good Life     | درامر، آهنگساز                                 |
| ۲۰۱۷ | "Blast Off"                | The Make Out | The Good Life     | درامر، آهنگساز                                 |
| ۲۰۱۸ | "There' Is a Summer Curse" | The Faim     | State of Mind     | درامر، آهنگساز                                 |
| ۲۰۱۹ | "The Promise"              | Andy Black   | The Ghost of Ohio | درامر، آهنگساز                                 |

## فیلموگرافی

### موزیک ویدئوها
مقالهٔ اصلی: فایو سکندز آو سامر § فیلموگرافی
| سال  | عنوان             | هنرمند             | نقش            |
| ---- | ----------------- | ------------------ | -------------- |
| ۲۰۱۸ | "Valentine"       | فایو سکندز آو سامر | کارگردان       |
| ۲۰۱۹ | "When I Get Home" | Ivy Levan          | پارتنر رمانتیک |